# Wilhelm Fenchel
Wilhelm Fenchel (* 1. August 1873 in Ober-Hörgern; † 6. März 1938 in Nieder-Weisel) war ein hessischer Politiker (HBB, DVP) und ehemaliger Abgeordneter des Landtags des Volksstaates Hessen in der Weimarer Republik sowie der 2. Kammer der Landstände des Großherzogtums Hessen.
Wilhelm Fenchel war der Sohn des Bauern Johannes Fenchel und seiner Frau Katharina, geborene Reuhl. Er war mit Mathilde geborene Wetz verheiratet. Er arbeitete als selbständiger Landwirt in Ober-Hörgern, wo er auch Mitglied des Gemeinderates war. 
Wilhelm Fenchel war als Nachfolger für Philipp Köhler 1911 für den Hessischen Bauernbund in den Landtag des Großherzogtums Hessen gewählt worden. Er vertrat dort den Wahlbezirk Oberhessen 4 / Lich. Außerdem war er als Mitglied des Landwirtschaftskammerausschusses für die Provinz Oberhessen tätig. Nach der Novemberrevolution wurde Wilhelm Fenchel in den Landtag des Volksstaates Hessen gewählt. Er vertrat nun die Deutsche Volkspartei. Im Landtag war er 5 Wahlperioden von 1919 bis 1932 vertreten.